# رضا حسن زاده (لاعب كرة قدم)
رضا حسن زاده (بالفارسية: رضا حسن‌زاده) هو لاعب كرة قدم إيراني في مركز الدفاع، ولد في 30 ديسمبر 1964 في طهران في إيران. شارك مع منتخب إيران لكرة القدم. أما مع النوادي، فقد لعب مع نادي استقلال رشت ونادي استقلال طهران ونادي الكويت ونادي بكاه كيلان ونادي تراكتور سازي ونادي راه آهن ونادي سباهان أصفهان.